# 朱世勤
朱世勤（1902年—1942年5月4日），號儉堂，中國山東單縣人，中華民國國民革命軍中將。他為中日戰爭期間陣亡的中國軍方高級將領之一。

## 生平
1933年，本為地方勢力的朱世勤投效山東政府，因深具政治魅力，1937年升任魯北水上保安副司令。1938年，參與臺兒莊會戰，隨後並在山東率領軍隊以游擊方式與日軍作戰。同年，中國共產黨利用會道門組織組成的軍隊，攻擊山東西境一帶所屬國民革命軍。支持國民黨沈鴻烈的朱世勤，參與該戰役，並成功守住第五戰區，因此被授予魯西南警備第一旅旅長。
1940年石友三與孫良誠率數萬名軍隊相繼依附日軍，朱世勤被國民革命軍授以暫30師中將師長身分。以山东省第11区行政督察专员兼鲁西游击司令职务，與該兩軍團對戰。之後於1942年5月4日陣亡於山東潘莊。1943年4月29日，中華民國政府特以1545號褒揚令明令褒揚。
朱世勤因曾於二戰期間與共產黨軍隊作戰，1950年代後的中華人民共和國軍史中偶以「土匪」稱呼之。